# Pro forma
Pro forma är latin och betyder för formens skull. Uttrycket används om ett dokument som har tillkommit för att uppfylla vissa formaliteter.
Proformafaktura är en typ av faktura utfärdad enbart för förtullningsändamål och är inte underlag för betalning. Den används exempelvis för att för tullen visa värdet av varor som levereras för att ersätta andra och för prover som skall förtullas men ej betalas.
Termen pro forma används även när två företag fusionerar för att redovisa hur den nybildade koncernens resultat hade kunnat bli. Fondbranschen använder ibland termen pro forma för att beskriva hur resultatet för en matematiskt eller statistiskt driven hedgefond hade varit om fonden startat före det verkliga startdatumet. Proformaresultatet består då av hypotetiska affärer utifrån den modell fonden använder för att skapa avkastning.